# François Blot
 (juillet 2023).
La mise en forme du texte ne suit pas les recommandations de Wikipédia : il faut le « wikifier ».
Les points d'amélioration suivants sont les cas les plus fréquents :
- Les titres sont pré-formatés par le logiciel. Ils ne sont ni en capitales, ni en gras.
- Le texte ne doit pas être écrit en capitales (les noms de famille non plus), ni en gras, ni en italique, ni en « petit »…
- Le gras n'est utilisé que pour surligner le titre de l'article dans l'introduction, une seule fois.
- L'italique est rarement utilisé : mots en langue étrangère, titres d'œuvres, noms de bateaux, etc.
- Les citations ne sont pas en italique mais en corps de texte normal. Elles sont entourées par des guillemets français : « et ».
- Les listes à puces sont à éviter, des paragraphes rédigés étant largement préférés. Les tableaux sont à réserver à la présentation de données structurées (résultats, etc.).
- Les appels de note de bas de page (petits chiffres en exposant, introduits par l'outil «  Source ») sont à placer entre la fin de phrase et le point final[comme ça].
- Les liens internes (vers d'autres articles de Wikipédia) sont à choisir avec parcimonie. Créez des liens vers des articles approfondissant le sujet. Les termes génériques sans rapport avec le sujet sont à éviter, ainsi que les répétitions de liens vers un même terme.
- Les liens externes sont à placer uniquement dans une section « Liens externes », à la fin de l'article. Ces liens sont à choisir avec parcimonie suivant les règles définies. Si un lien sert de source à l'article, son insertion dans le texte est à faire par les notes de bas de page.
- La présentation des références doit suivre les conventions bibliographiques. Il est recommandé d'utiliser les modèles {{Ouvrage}}, {{Chapitre}}, {{Article}}, {{Lien web}} et/ou {{Bibliographie}}. Le mode d'édition visuel peut mettre en forme automatiquement les références.
- Insérer une infobox (cadre d'informations à droite) n'est pas obligatoire pour parachever la mise en page.

Pour une aide détaillée, merci de consulter Aide:Wikification.
Si vous pensez que ces points ont été résolus, vous pouvez retirer ce bandeau et améliorer la mise en forme d'un autre article.
 (août 2023).
Pour les articles homonymes, voir Blot.
François Blot, né à Paris en 1964, est un médecin-réanimateur français, spécialiste d'éthique médicale, notamment des problématiques relatives à la fin de vie et aux droits des personnes malades. Il exerce depuis 1999 à l’Institut Gustave Roussy, centre de lutte contre le cancer à Villejuif, dont il a dirigé le service de réanimation de 2008 à 2020. Ses réflexions sur la légalisation de l’aide active à mourir, souvent citées dans le cadre des débats à l'Académie de médecine et dans la presse, ont donné lieu à la publication du livre Faut-il légaliser l'aide médicale à mourir?.

## Enfance et formation
Après des études au lycée Michelet à Vanves puis au lycée Louis-le Grand à Paris (1979-82), François Blot intègre la faculté de médecine de l'Hôpital Necker-enfants malades en 1982. Reçu à l’internat de médecine en 1988, il commence une spécialité de Pneumologie à l’hôpital Foch de Suresnes, mais c’est vers la réanimation qu’il s’oriente rapidement, avec notamment un clinicat à l’hôpital Henri Mondor de Créteil (1997), puis un poste de praticien spécialiste à Gustave Roussy (1999). Pendant son internat, il obtient une maîtrise de Virologie et Immunologie, un DEA de Pharmacologie des agents anti-infectieux (travaillant sur l’administration de thérapeutiques par aérosols), un diplôme de statistiques appliquées, et un Diplôme Universitaire de Médecine Tropicale.

## Réanimation médicale
François Blot est membre de la Société de Réanimation de Langue Française jusqu’en 2020. Il concentre son travail clinique et de recherche sur 4 sujets principaux :
- La réanimation des malades de cancérologie et d’hématologie. En 2004, il publie avec Giorgio Conti le livre Réanimation en onco-hématologie [2]. Il a publié de 1995 à 2016 plusieurs travaux originaux sur les critères (et principes éthiques) d’admission des malades de cancérologie en réanimation.
- Les infections liées aux cathéters (dispositifs de perfusion). François Blot publie avec son équipe plusieurs études sur les infections liées aux systèmes intravasculaires. La technique innovante de diagnostic publiée en 1999 dans le journal The Lancet[3]  fait aujourd’hui encore référence en France et dans le monde.
- La place de la trachéotomie en réanimation. Après plusieurs publications exploratoires, il coordonne puis publie (2007) la première étude multicentrique française sur la trachéotomie chez les patients sous ventilation artificielle.
- Les pneumopathies acquises sous ventilation mécanique. Il publie entre 1999 et 2007 plusieurs études sur le diagnostic des pneumonies, concourant à la démonstration de l’intérêt de prélèvements profonds et quantitatifs.

Au total, il est directement cité dans 85 références sur le site de référencement médical Pubmed, dont 55 en tant qu'auteur principal ou référent.

## Éthique. Fin de vie. Aide active à mourir
Ses travaux en réanimation et en cancérologie le conduisent à approfondir les enjeux éthiques du soin. François Blot crée un groupe de réflexion éthique en réanimation en 2001 (d'où sortiront des publications sur l’ouverture de la réanimation aux enfants de parents malades. Il est membre en 2005 du Comité d’Ethique de la SRLF (Société de Réanimation de Langue Française). En 2012, il participe à la création du Comité d’Ethique de l’Institut Gustave Roussy, dont il occupe la présidence depuis 2014. En 2017, il valide sa formation en Éthique Médicale à l’Université Aix-Marseille (sous la direction du Professeur Pierre Le Coz, https://formations.univ-amu.fr/fr/DE2/UAAU). 
Pendant la pandémie Covid, il décrit dans deux articles la mise en place d’une veille éthique permanente,.
Il publie avec l’équipe de soins palliatifs les expériences d’anticipation de situations complexes en cancérologie (Aide à la Décision, réunions d’appui), ainsi que la place et les limites des Directives Anticipées.
Début 2020, à l'occasion du 60e anniversaire de la mort d’Albert Camus, François Blot rend hommage à l’écrivain en établissant un parallèle entre le déterminisme historique ou scientifique et la vocation du soin ici et maintenant.
Après la publication de l’avis 139 du CCNE sur les enjeux de la fin de vie et de l’aide active à mourir en France, le 13 septembre 2022, François Blot est convié comme personnalité qualifiée au sein des groupes ministériels, et auditionné comme expert (en réanimation) au cours de la Convention Citoyenne. En outre, il publie plusieurs tribunes (La Croix, Libération, Le Monde,, La grande conversation du think-tank Terra Nova,,,).
Devenant ainsi un intervenant de référence sur le sujet, le Professeur Gérard Reach lui commande un livre sur le sujet, pour la collection médecine humaine qu'il dirige aux éditions Hermann et dans lequel il résume toutes ses analyses. C'est ainsi qu'est publié en avril 2023 Faut-il légaliser l’aide médicale à mourir? (préfacé par Bernard Kouchner). Dans ce livre, François Blot reprend le cheminement de « l’intransigeance exténuante de la mesure» chère à Camus: il examine en détail les arguments pour et contre une évolution législative, et se prononce en conclusion en faveur de celle-ci – non sans alerter sur la prudence éthique nécessaire,. Ce livre est décrit par Bernard Kouchner comme « Le grand livre de la fin de vie, une sorte de “Décalogue“ indispensable au débat » et jouit d'un accueil médiatique très favorable.
Très proche de ses collègues de terrain en soins palliatifs, il se montre en revanche critique envers les sociétés savantes et des positions qu’il juge bloquantes.

## Prise de décision partagée
En 2014, François Blot participe à la création de la collaboration francophone FREeDOM sur la prise de décision partagée. L’objectif est la reconnaissance, dans le processus de décision en médecine, des valeurs et préférences des patients, ainsi que de leurs savoirs expérientiels, en perspective avec les savoirs des professionnels. Depuis lors, il participe à de nombreuses formations et travaux, et publie plusieurs articles avec, notamment, Nora Moumjid de l’Université Lyon 1. Il participe en tant qu'expert aux travaux de la Haute Autorité de Santé, HAS, sur la décision partagée en reconstruction post-chirurgie mammaire .
Son plaidoyer porte sur le nécessaire partage décisionnel dans tous les domaines de la médecine, notamment la cancérologie, les maladies rénales, ou les soins palliatifs. En 2016, il s’élève contre l’approche répressive de l’inobservance des personnes malades. François Blot prône une médecine humaniste et véritablement personnalisée,. Il développe les notions d’écoute (peu enseignée en médecine), la reconnaissance des émotions (Antonio Damasio, Pierre Le Coz), de l’incertitude, des biais cognitifs, comme complémentaires et non antagonistes de la rationalité et de la «médecine fondée sur les preuves» (Evidence-based medicine). Il plaide pour un retour des sciences humaines et sociales dans l’apprentissage, comme facteur d’équilibre indispensable face à l’ultra-médicalisation de l’existence et la technicisation de la médecine (Michel Foucault, Karl Jaspers, Marie-Jo Thiel). L’écoute, l’éthique narrative (Paul Ricœur), l’accueil du visage (Emmanuel Levinas) permettent la reconnaissance de la personne singulière en en limitant l’objectivation.

## Démocratie en santé, droits des patients, partenariat patient.
Dans le droit fil de la prise de décision partagée, mais à une échelle plus collective, François Blot prône l’engagement des patients et des aidants dans les décisions de santé. Il est administrateur au sein des associations Cancer Contribution puis Renaloo. Il dénonce les cloisonnements et les corporatismes médicaux dans une tribune publiée par le Huffington Post. En 2015, il est un des trente du «Manifeste des 30» lancé par la pneumologue Irène Frachon) contre les collusions entre le monde médical et l’industriel Servier. Au sein du groupe Associons nos savoirs, lancé par la philosophe Alice Casagrande, il participe en 2018 à la rédaction du plaidoyer pour l’intégration des patients et personnes accompagnées dans la formation initiale et continue des professionnels de santé et du social. Il entre en 2019 au Conseil pour l’Engagement des Usagers, conduit par Christian Saout, à la Haute Autorité de Santé . À partir de 2020, enfin, il participe à la création du groupe de travail sur l’Expertise-Patient au sein de la fédération Unicancer.

## Œuvre romanesque
Sous le pseudonyme de François Arango, il est l’auteur du polar en terre mexicaine, Le jaguar sur les toits, publié en 2011 par les éditions Métailié.